# Нэнси Дрю и тайна старых часов
«Нэнси Дрю и тайна старых часов» (англ. The Secret of the Old Clock) — первая книга в серии о приключениях девушки-детектива Нэнси Дрю, написанной под псевдонимом Кэролайн Кин. Впервые опубликована 28 апреля 1930 года, переработана и переиздана в 1959 году Гарриет Адамс.
В 2001 году Роман занял 53-е место в списке самых продаваемых детских книг в твёрдом переплёте на английском языке (ок. 2,7 миллиона экземпляров).
По мотиву произведения создана игра-квест из серии «Нэнси Дрю» «Нэнси Дрю. Секрет старинных часов» 2005 года.

## Сюжет

### Версия 1930 года
16-летняя Нэнси Дрю хочет помочь Тёрнерсам, с которыми борются родственники недавно скончавшегося Иосия Кроули. Нэнси берётся за дело напару с подругой Хелен Корнинг в особенности потому, что ей не нравятся снобы и нувориши, предполагаемые наследники Тофэмы. Опрашивая родственников и друзей Кроули, Нэнси узнаёт от пожилой дамы, что ключ к завещанию Кроули хранится в семейных часах. Нэнси продаёт благотворительные билеты Тофэмам, чтобы войти в их дом и расспросить о часах.
Затем Нэнси приезжает в летний домик Хелен, чтобы обследовать дом Тофэмов по соседству. Здесь её опережают грабители, которые вынесли мебель вместе с часами. Её заперли в доме, а сторожа — в сарае. Грабители напиваются в придорожной гостинице и не замечают, как Нэнси выкрадывает у них часы. Она скрывает их от полиции и участвует в перестрелке между полицией и грабителями. Находка Нэнси позволила ей получить деньги Тофэмов и распределить их среди обездоленных родственников.

### Версия 1959 года
В переработанной версии Нэнси представлена менее импульсивной, менее упрямой, но более степенной и утончённой девушкой с большим гардеробом и милой внешностью. Хелен показана возрастом постарше, очевидно, для её последующего «списания» после 4 книги (в первоначальной версии объяснения её исчезновение не было) и представления её Бесс и её кузины Джордж. Опущены расовые предрассудки. Развитие сюжета оживлённое, насыщенное, описаны более подробно Нэнси и её дом.
Родственники Иосии Кроули обеспокоены тем, что их нувориши-родственники Тофэмы поселили его в своём доме и не позволяют ни с кем видеться, включая сестёр Тёрнер и Гувер. После смерти Иосия Кроули его состояние достаётся Тофэмам, вопреки озвученной при жизни последней воли. 18-летняя Нэнси Дрю соглашается помочь семейству Кроули.
В отличие от первоначальной версии, связанной с распитием алкоголя во время Сухого закона, здесь Нэнси нагоняет грабителей, остановившихся в закусочной. Финальная сцена зачитывания завещания, которое лишает Тофэмов наследства, показывает справедливый расклад по отношению к достойному семейству Кроули, нежели желание Нэнси унизить снобистскую семью Тофэмов, как было в первоначальном варианте.

## Права
1 января 2033 года книга получит статус Общественного достояния Канады, поскольку её автор Гарриет Стэтмайер Адамс скончалась в 1982 году. Однако текст за авторством Милдред Бенсон (умерла в 2002 году) и героиня Нэнси Дрю не попадут в Общественное достояние Канады до 2053 года (Canadian Copyright Act, Sections 6.1 & 6.2).

## Перевод на русский язык
Кэролайн Кин. Кэролайн Кин: Нэнси Дрю и тайна старых часов / Переводчик: П. Киселева. — Малыш, 2018. — 192 с. — (Истории про Нэнси Дрю). — ISBN 978-5-17-110990-5.